# Mistrzostwa Rumunii w rugby union (1915)
Mistrzostwa Rumunii w rugby union 1915 – drugie mistrzostwa Rumunii w rugby union.
W rozegranych pod nazwą Cupa Alimanisteanu zawodach ponownie zwyciężyła drużyna TCR București.